# جمبازيات

صورة متحركة توضح كيفية تنفيذ الضغط.

الجُمبازِيَّات(مرادفات) هي نوع من الرياضة، وتتضمن حركات مختلفة من ما يسمى بمهارات حركية كبرى، وعادة ما تكون هذه الحركات إيقاعية ولايستعمل معها أدوات أو أجهزة رياضية في الغالب، هدفها زيادة قوة ولياقة ومرونة الجسم بحركات تتضمن الدفع أو رفع الجسم للأعلى أو الانحناء أو القفز أو الرمي وكلها مستخدمةً وزن الجسم فقط عاملَ المقاومة، من أمثلتها: تمارين الاندفاع وتمرين المعدة والضغط والعقلة والقرفصاء وتمرين اللاطة وغيرها.

## الأسماء
مرادفات: ومن أسماء الجمبازيات: الزوافيَّات أو الألعاب الجُمبازيَّة أو التمارين السويدية أو الرياضة التجميلية أو الرياضة المجملة أو تحسين القوام أو التقوية أو الألعاب الزوافية